# Rhyacophila flinti
Rhyacophila flinti är en nattsländeart som beskrevs av Schmid 1970. Rhyacophila flinti ingår i släktet Rhyacophila och familjen rovnattsländor. Inga underarter finns listade i Catalogue of Life.